# Ястшембія (гміна)
Гміна Ястшембія (пол. Gmina Jastrzębia) — сільська гміна у центральній Польщі. Належить до Радомського повіту Мазовецького воєводства.
Станом на 31 грудня 2011 у гміні проживало 6692 особи.

## Площа
Згідно з даними за 2007 рік площа гміни становила 89.51 км², у тому числі:
- орні землі: 79.00%
- ліси: 14.00%

Таким чином, площа гміни становить 5.85% площі повіту.

## Населення
Станом на 31 грудня 2011:
| Опис     | Загалом | Загалом | Чоловіки | Чоловіки | Жінки | Жінки |
| -------- | ------- | ------- | -------- | -------- | ----- | ----- |
| одиниця  | осіб    | %       | осіб     | %        | осіб  | %     |
| все      | 6692    | 100     | 3398     | 50.78    | 3294  | 49.22 |
| міське   | 0       | 100     | 0        |          | 0     |       |
| сільське | 6692    | 100     | 3398     | 50.78    | 3294  | 49.22 |

## Сусідні гміни
Гміна Ястшембія межує з такими гмінами: Ґловачув, Єдлінськ, Єдльня-Летнісько, Пйонкі.